# Clemens IX
Clemens IX (latin den milde), född Giulio Rospigliosi 28 januari 1600 i Pistoia, död 9 december 1669 i Rom, var påve från den 20 juni 1667 till sin död, den 9 december 1669. 

## Biografi
Giulio Rospigliosi tillhörde en uradlig släkt som ursprungligen kom från Lombardiet, och som hade byggt upp en förmögenhet på får. Han studerade artes liberales för jesuiterna i Rom, och teologi och rättsvetenskap vid universitetet i Pisa, där han doktorerade 23 år gammal och blev professor i filosofi. Hans stora lärdom tilldrog sig påve Urban VIII:s uppmärksamhet, som utsåg honom till titulärärkebiskop av Tarsus och apostolisk nuntie i Spanien. Han stannade i Spanien under påve Innocentius X, som ogillade Barberini och dess anhängare, men återkom till Rom i januari 1653 för att bli guvernör av Rom. Han utsågs av påve Alexander VII år 1657 till kardinalpräst med San Sisto som titelkyrka, samt kardinalstatssekreterare. Den 20 juni 1667 valdes han till påve som det franska partiets kandidat, och antog då namnet Clemens IX.
Clemens IX försökte bringa reda i de påvliga finanserna, som tilltrasslats av företrädaren Alexander VII. För att ena de kristna furstarna att bistå Republiken Venedig i dess kamp mot Osmanska riket på Kreta medverkade han till freden i Aachen 1668 som därmed avslutade Devolutionskriget. I samförstånd med Ludvig XIV åstadkom Clemens IX även, att den jansenistiska striden avslutades (pax clementina).
Som påve fortsatte Clemens att vara biktfader, två gånger i veckan i Peterskyrkan, för vem som helst som ville bikta sig för honom. Han besökte flera sjukhus, gav allmosor till de fattiga, och var, med samtidens mått mätt, förhållandevis fri från nepotism.
År 1668 saligförklarade han Rosa av Lima, det första amerikanska helgonet.
På egen begäran begravdes han i en enkel grav i basilikan Santa Maria Maggiore med inskriptionen Clementis IX, Cineres, men efterträdaren Clemens X lät resa ett gravmonument över honom i kyrkan.